# ویلیام دوئل
ویلیام دوئل (انگلیسی: William Duell؛ ۳۰ اوت ۱۹۲۳ – ۲۲ دسامبر ۲۰۱۱) یک خواننده و بازیگر سینما اهل ایالات متحده آمریکا بود. وی بین سال‌های ۱۹۶۱ تا ۲۰۱۱ میلادی فعالیت می‌کرد.
از فیلم‌ها یا برنامه‌های تلویزیونی که وی در آن نقش داشته است می‌توان به دیوانه از قفس پرید اشاره کرد.